# Ur (Pyrénées-Orientales)
Pour les articles homonymes, voir Ur.
Ur  est une commune française située dans le sud-ouest du département des Pyrénées-Orientales, en région Occitanie. Sur le plan historique et culturel, la commune est dans la Cerdagne, une haute plaine à une altitude moyenne de 1 200 m d'altitude, qui s'étend d'est en ouest sur une quarantaine de kilomètres entre Mont-Louis et Bourg-Madame.
Exposée à un climat de montagne, elle est drainée par le Riu de Brangoli, le Riu Rahur. Incluse dans le parc naturel régional des Pyrénées catalanes, la commune possède un patrimoine naturel remarquable composé de deux zones naturelles d'intérêt écologique, faunistique et floristique.
Ur est une commune rurale qui compte 366 habitants en 2022. Ses habitants sont appelés les Urois ou Uroises.

## Géographie

### Localisation
La commune d'Ur se trouve dans le département des Pyrénées-Orientales, en région Occitanie et est frontalière avec l'Espagne (Catalogne).
Elle se situe à 83 km à vol d'oiseau de Perpignan, préfecture du département, et à 43 km de Prades, sous-préfecture.
Les communes les plus proches sont :
Enveitg (1,9 km), Angoustrine-Villeneuve-des-Escaldes (2,2 km), Dorres (2,5 km), Bourg-Madame (3,1 km), Latour-de-Carol (4,0 km), Estavar (5,0 km), Palau-de-Cerdagne (5,7 km), Sainte-Léocadie (6,1 km).
Sur le plan historique et culturel, Ur fait partie de la région de la Cerdagne, une haute plaine à une altitude moyenne de 1 200 m d'altitude, qui s'étend d'est en ouest sur une quarantaine de kilomètres entre Mont-Louis et Bourg-Madame.

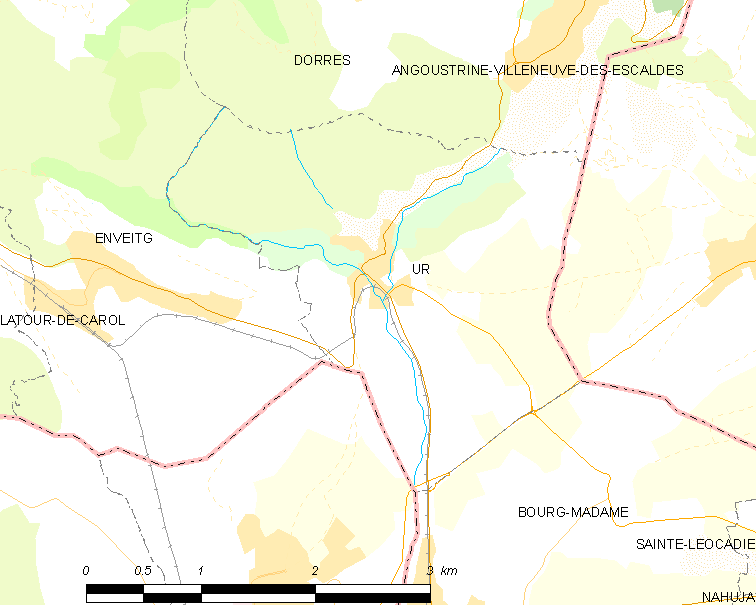
Situation de la commune.

|                     | Dorres       | Angoustrine-Villeneuve-des-Escaldes |
| Enveitg             | Ur           | Llívia (enclave d'Espagne)          |
| Puigcerdà (Espagne) | Bourg-Madame |                                     |

### Géologie et relief
La commune est classée en zone de sismicité 4, correspondant à une sismicité moyenne.

### Hydrographie
Le village d'Ur se trouve au confluent de la rivière de Brangolí et de celle d'Angoustrine qui, en se rejoignant, prennent le nom de rivière de Rahur. Le nom de cette rivière viendrait des racines proto-basque ra (faire) et ur (eau) signifiant fait/génère l'eau.

### Climat
Pour des articles plus généraux, voir Climat de l'Occitanie et Climat des Pyrénées-Orientales.
En 2010, le climat de la commune est de type climat des marges montargnardes, selon une étude du CNRS s'appuyant sur une série de données couvrant la période 1971-2000. En 2020, Météo-France publie une typologie des climats de la France métropolitaine dans laquelle la commune est exposée à un climat de montagne ou de marges de montagne et est dans la région climatique Pyrénées orientales, caractérisée par une faible pluviométrie, un très bon ensoleillement (2 600 h/an), un air sec, particulièrement en hiver et peu de brouillards.
Pour la période 1971-2000, la température annuelle moyenne est de 8,7 °C, avec une amplitude thermique annuelle de 15,3 °C. Le cumul annuel moyen de précipitations est de 630 mm, avec 6,8 jours de précipitations en janvier et 7 jours en juillet. Pour la période 1991-2020, la température moyenne annuelle observée sur la station météorologique la plus proche, située sur la commune de Formiguères à 22 km à vol d'oiseau, est de 7,6 °C et le cumul annuel moyen de précipitations est de 737,3 mm,. Pour l'avenir, les paramètres climatiques de la commune estimés pour 2050 selon différents scénarios d’émission de gaz à effet de serre sont consultables sur un site dédié publié par Météo-France en novembre 2022.

### Milieux naturels et biodiversité

#### Espaces protégés
La protection réglementaire est le mode d’intervention le plus fort pour préserver des espaces naturels remarquables et leur biodiversité associée,.
Un espace protégé est présent sur la commune :
le parc naturel régional des Pyrénées catalanes, créé en 2004 et d'une superficie de 139 062 ha, qui s'étend sur 66 communes du département. Ce territoire s'étage des fonds maraîchers et fruitiers des vallées de basse altitude aux plus hauts sommets des Pyrénées-Orientales en passant par les grands massifs de garrigue et de forêt méditerranéenne,.

#### Zones naturelles d'intérêt écologique, faunistique et floristique

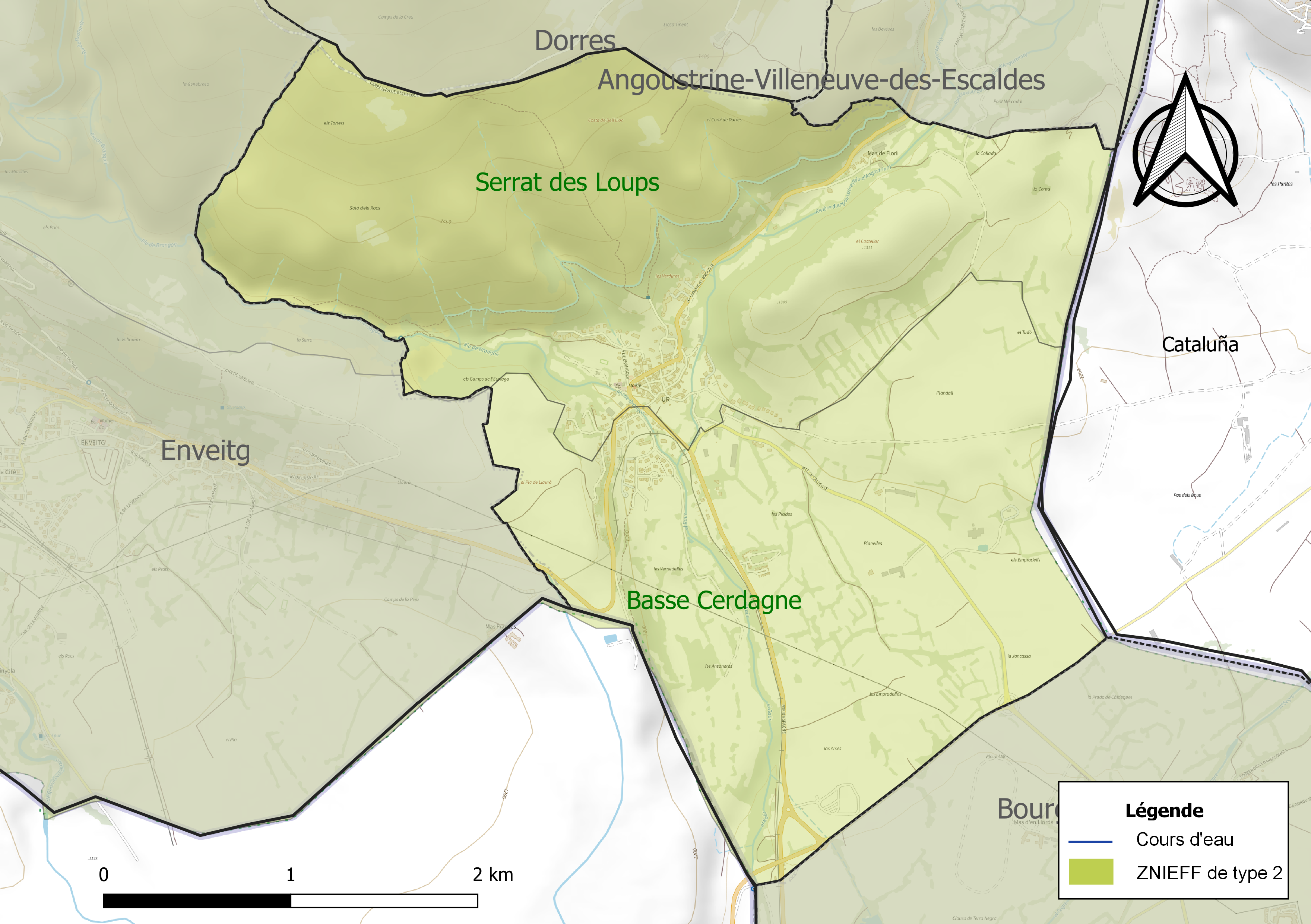
Carte des ZNIEFF de type 2 localisées sur la commune.

L’inventaire des zones naturelles d'intérêt écologique, faunistique et floristique (ZNIEFF) a pour objectif de réaliser une couverture des zones les plus intéressantes sur le plan écologique, essentiellement dans la perspective d’améliorer la connaissance du patrimoine naturel national et de fournir aux différents décideurs un outil d’aide à la prise en compte de l’environnement dans l’aménagement du territoire.
Deux ZNIEFF de type 2 sont recensées sur la commune :
- la « Basse Cerdagne » (3 916 ha), couvrant 12 communes du département[20] ;
- le « Serrat des Loups » (9 330 ha), couvrant 9 communes du département[21].

## Urbanisme

### Typologie
Au 1er janvier 2024, Ur est catégorisée commune rurale à habitat dispersé, selon la nouvelle grille communale de densité à sept niveaux définie par l'Insee en 2022.
Elle est située hors unité urbaine et hors attraction des villes,.

### Occupation des sols
L'occupation des sols de la commune, telle qu'elle ressort de la base de données européenne d’occupation biophysique des sols Corine Land Cover (CLC), est marquée par l'importance des territoires agricoles (58,2 % en 2018), en diminution par rapport à 1990 (59,2 %). La répartition détaillée en 2018 est la suivante :
milieux à végétation arbustive et/ou herbacée (36,9 %), prairies (29,6 %), terres arables (18 %), zones agricoles hétérogènes (10,6 %), zones urbanisées (4,7 %), forêts (0,3 %). L'évolution de l’occupation des sols de la commune et de ses infrastructures peut être observée sur les différentes représentations cartographiques du territoire : la carte de Cassini (XVIIIe siècle), la carte d'état-major (1820-1866) et les cartes ou photos aériennes de l'IGN pour la période actuelle (1950 à aujourd'hui).

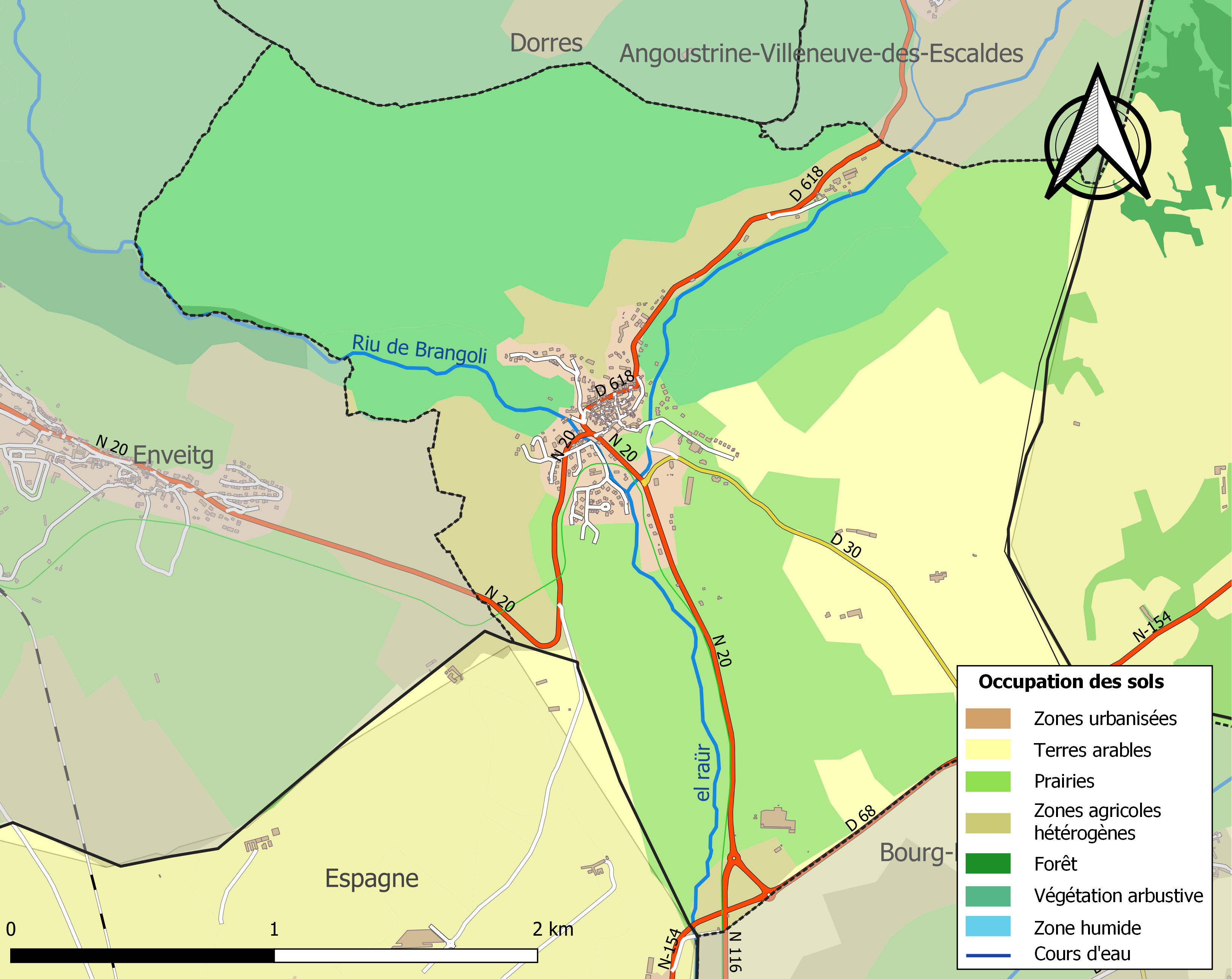
Carte des infrastructures et de l'occupation des sols de la commune en 2018 (CLC).

### Voies de communication et transports
Les lignes 560 (Porté-Puymorens - Gare de Perpignan) et 566 (Porté-Puymorens - Mont-Louis - Latour-de-Carol) du réseau régional liO assurent la desserte de la commune.

### Risques majeurs
Le territoire de la commune d'Ur est vulnérable à différents aléas naturels : inondations, climatiques (grand froid ou canicule), feux de forêts, mouvements de terrains et séisme (sismicité moyenne). Il est également exposé à deux risques technologiques, le transport de matières dangereuses et la rupture d'un barrage, et à un risque particulier, le risque radon,.

#### Risques naturels
Certaines parties du territoire communal sont susceptibles d’être affectées par le risque d’inondation par crue torrentielle de cours d'eau du bassin du Sègre.
Les mouvements de terrains susceptibles de se produire sur la commune sont soit des mouvements liés au retrait-gonflement des argiles, soit des glissements de terrains, soit des chutes de blocs. Une cartographie nationale de l'aléa retrait-gonflement des argiles permet de connaître les sols argileux ou marneux susceptibles vis-à-vis de ce phénomène.

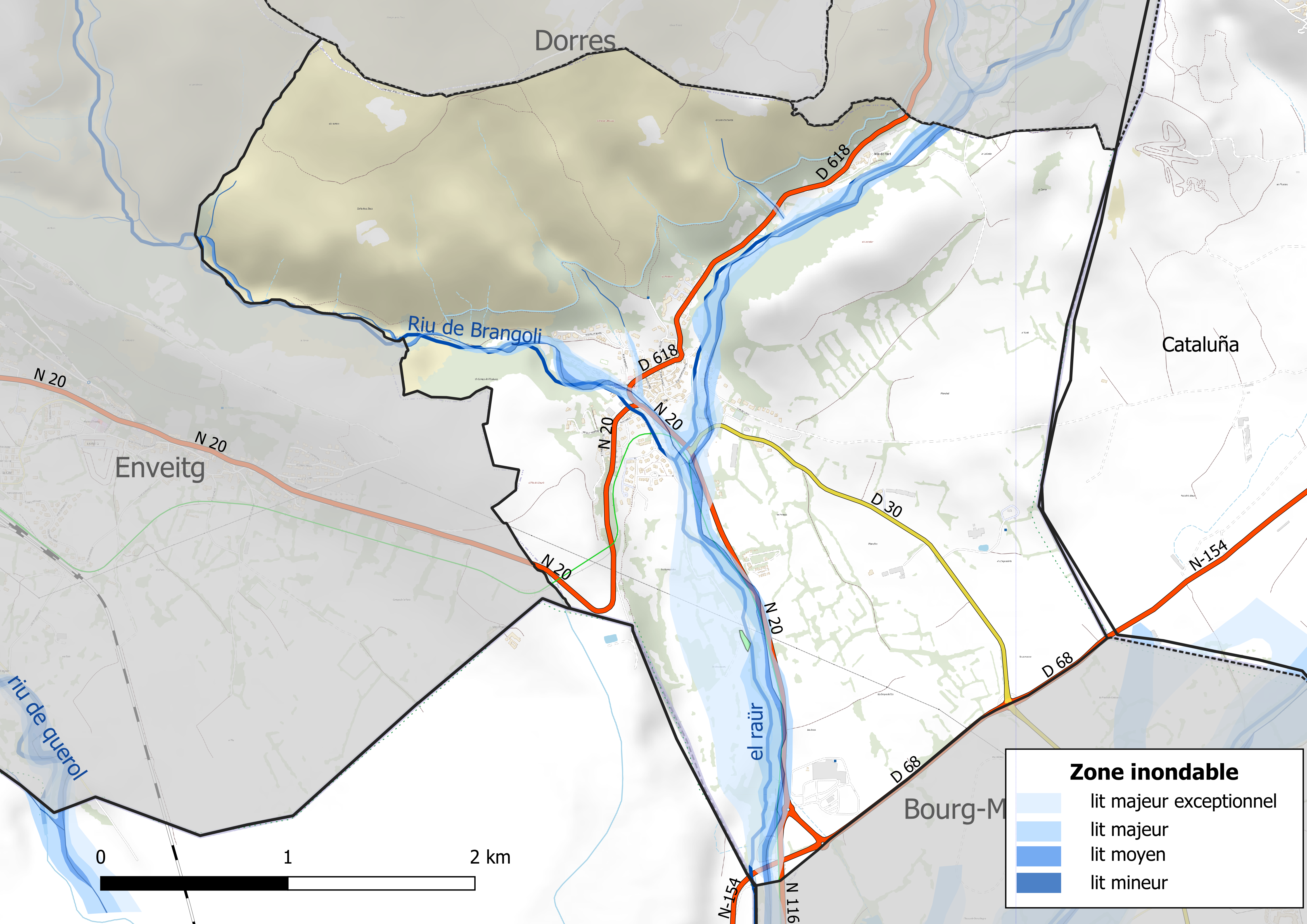
Carte des zones inondables.
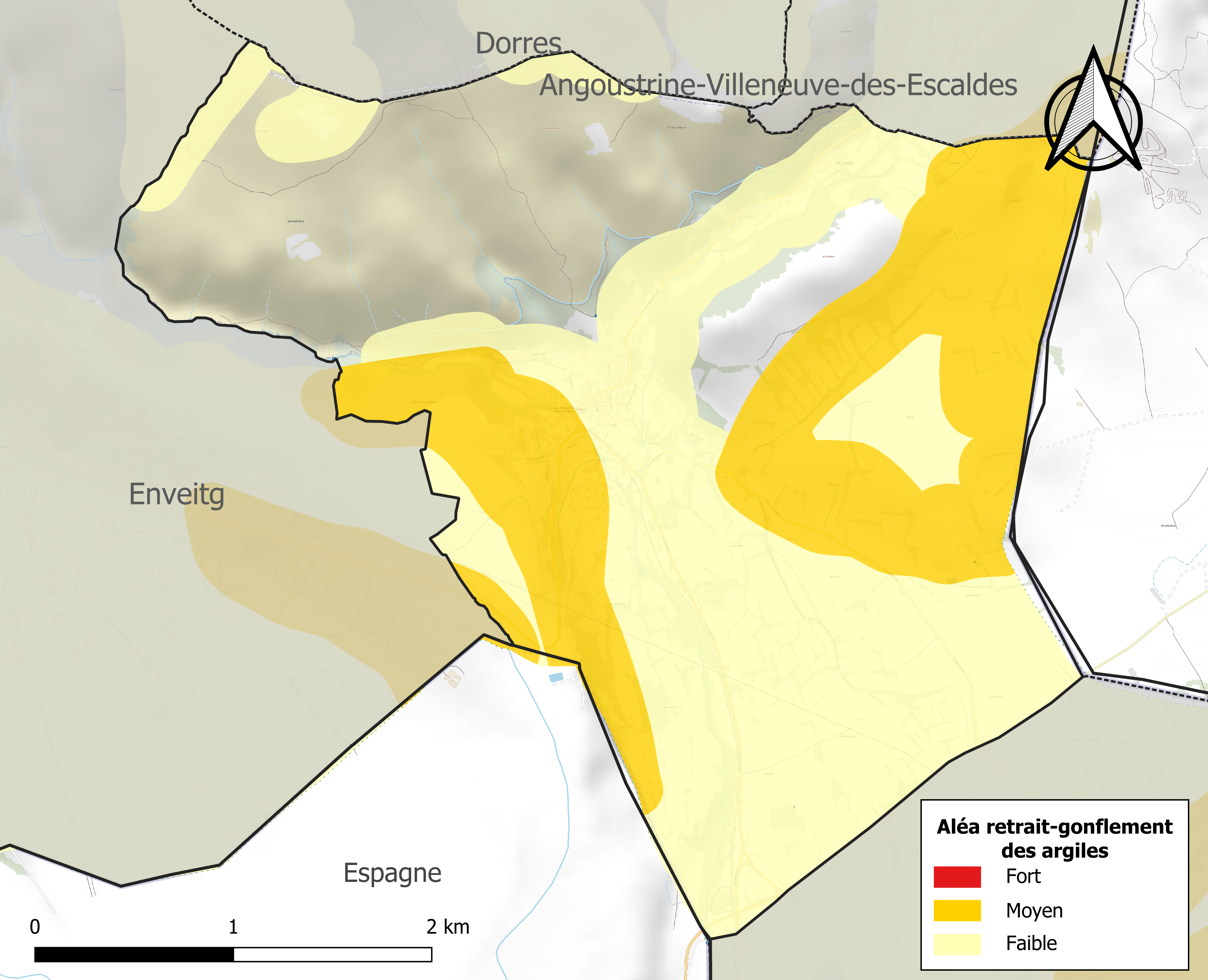
Carte des zones d'aléa retrait-gonflement des argiles.

#### Risques technologiques
Le risque de transport de matières dangereuses sur la commune est lié à sa traversée par une route à fort trafic. Un accident se produisant sur une telle infrastructure est en effet susceptible d’avoir des effets graves au bâti ou aux personnes jusqu’à 350 m, selon la nature du matériau transporté. Des dispositions d’urbanisme peuvent être préconisées en conséquence.
Dans le département des Pyrénées-Orientales, on dénombre sept grands barrages susceptibles d’occasionner des dégâts en cas de rupture. La commune fait partie des 66 communes susceptibles d’être touchées par l’onde de submersion consécutive à la rupture d’un de ces barrages, le barrage des Bouillouses sur la Têt, un ouvrage de 17,5 m de hauteur construit en 1910.

#### Risque particulier
Dans plusieurs parties du territoire national, le radon, accumulé dans certains logements ou autres locaux, peut constituer une source significative d’exposition de la population aux rayonnements ionisants. Toutes les communes du département sont concernées par le risque radon à un niveau plus ou moins élevé. Selon la classification de 2018, la commune d'Ur est classée en zone 2, à savoir zone à potentiel radon faible mais sur lesquelles des facteurs géologiques particuliers peuvent faciliter le transfert du radon vers les bâtiments.

## Toponymie
En catalan, le nom de la commune est le même qu’en français. Le nom du village est mentionné sous la forme Hur dès 839. D'origine pré-indoeuropéenne, il provient de la racine Ur-Or-Ar, assez fréquente dans les Pyrénées, qui désigne un lieu où se trouve une source ou une rivière. La racine pré-celtique Ur signifie encore aujourd'hui « eau » en basque.

## Histoire
La famille De Codol a possédé la seigneurie d'Ur de 1505 à la Révolution.

## Politique et administration

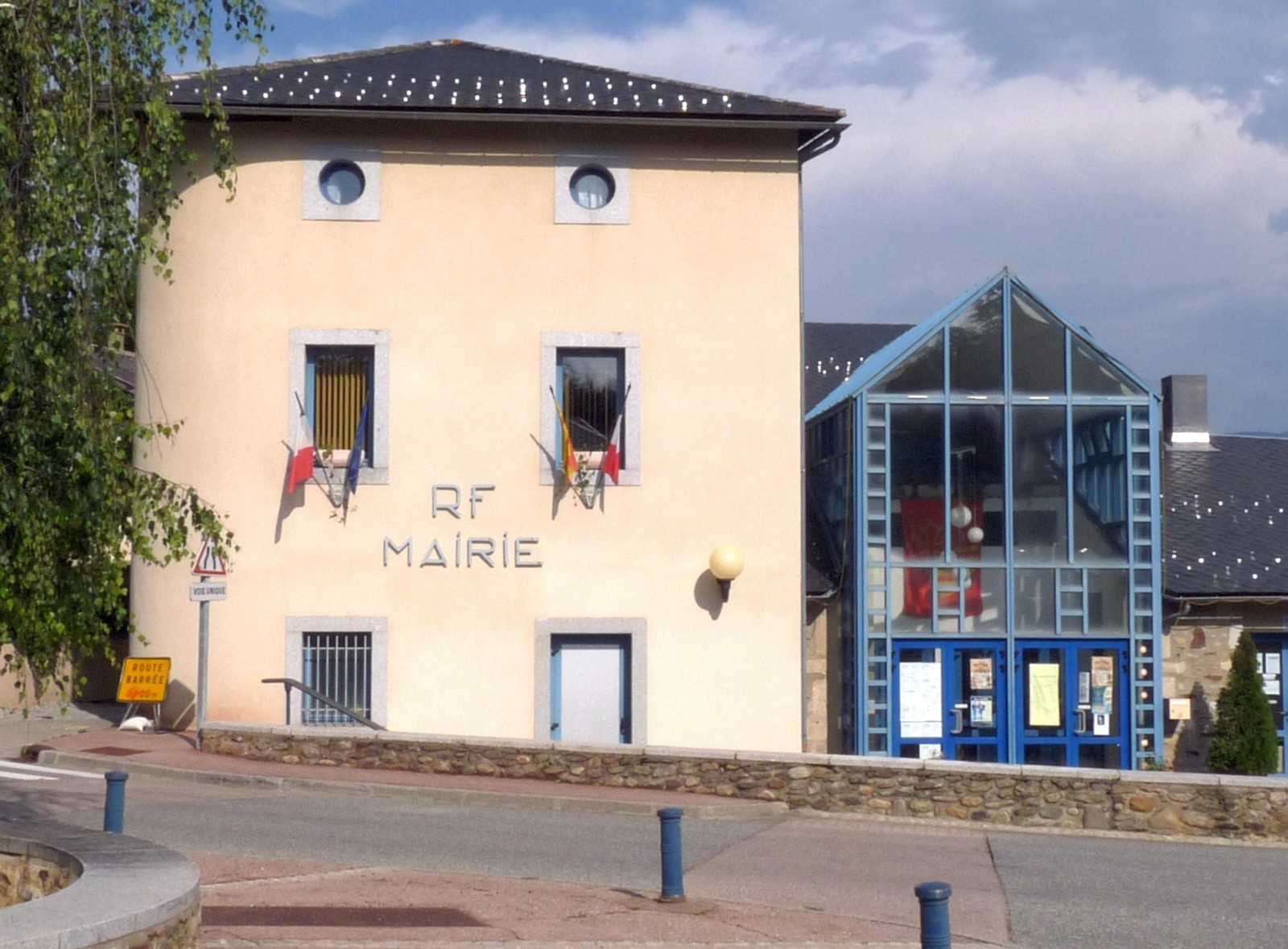
La mairie d'Ur

À compter des élections départementales de 2015, la commune est incluse dans le nouveau canton des Pyrénées catalanes.

### Administration municipale
Le conseil municipal de la commune comprend onze élus : le maire, trois adjoints et sept conseillers municipaux.

### Liste des maires
| Période                  | Période                       | Identité                    | Étiquette            | Qualité                                                  |
| ------------------------ | ----------------------------- | --------------------------- | -------------------- | -------------------------------------------------------- |
| 1848                     | 1848                          | Joseph Carbonell            | Démocrate-socialiste | Propriétaire                                             |
|                          |                               |                             |                      |                                                          |
| 1851                     | décembre 1851 ou janvier 1852 | Joseph Carbonell            | Démocrate-socialiste | Propriétaire, révoqué pour avoir résisté à Napoléon III. |
| Janvier 1852             | ?                             | Pierre Llanas               |                      |                                                          |
|                          | 1929                          | Joseph Serre                |                      |                                                          |
| 19 mai 1929              | juillet 1931                  | Dominique Basso (1896-1959) | SFIO                 | Agriculteur. Démissionne en cours de mandat.             |
| juillet 1931             | 1935                          | François Fabre (1884-1978)  | SFIO                 | Agriculteur                                              |
| 1935                     | 1937                          |                             |                      |                                                          |
| 1937                     | 1965                          | François Fabre              | SFIO puis SE         | Agriculteur                                              |
| mars 1965                | juin 1995                     | Gilbert Blanc               | SE                   | Agent Général d’Assurances                               |
|                          |                               |                             |                      |                                                          |
| mars 2001, réélu en 2008 | 2014                          | Christian Ginestet          |                      |                                                          |
| 2014                     | En cours                      | Francis Gantou              | DVD                  | Retraité                                                 |

## Population et société

### Démographie ancienne
La population est exprimée en nombre de feux (f) ou d'habitants (H).
| 1365 | 1378 | 1515 | 1553 | 1709 | 1720 | 1767  | 1774 | 1788  |
| ---- | ---- | ---- | ---- | ---- | ---- | ----- | ---- | ----- |
| 35 f | 15 f | 16 f | 17 f | 43 f | 38 f | 333 H | 90 f | 226 H |

| 1789 | - | - | - | - | - | - | - | - |
| ---- | - | - | - | - | - | - | - | - |
| 45 f | - | - | - | - | - | - | - | - |

Notes :
- 1515 : dont 2 f pour Florí ;
- 1553 : pour Ur et Florí ;
- 1720 : pour Ur, Fleury et Brangoli ;
- 1767 : pour Ur et Fleury ;
- 1774 : dont 50 f pour Ur seulement, Fleury et Brangoly étant comptés à part ;
- 1788 : pour Ur et Fleury ;
- 1789 : pour Ur et Flory.

### Démographie contemporaine
L'évolution du nombre d'habitants est connue à travers les recensements de la population effectués dans la commune depuis 1793. Pour les communes de moins de 10 000 habitants, une enquête de recensement portant sur toute la population est réalisée tous les cinq ans, les populations de référence des années intermédiaires étant quant à elles estimées par interpolation ou extrapolation. Pour la commune, le premier recensement exhaustif entrant dans le cadre du nouveau dispositif a été réalisé en 2008.

En 2022, la commune comptait 366 habitants, en évolution de +1,67 % par rapport à 2016 (Pyrénées-Orientales : +3,92 %, France hors Mayotte : +2,11 %).
| 1793 | 1800 | 1806 | 1821 | 1831 | 1836 | 1841 | 1846 | 1851 |
| ---- | ---- | ---- | ---- | ---- | ---- | ---- | ---- | ---- |
| 243  | 186  | 221  | 228  | 266  | 280  | 264  | 297  | 301  |

| 1856 | 1861 | 1866 | 1872 | 1876 | 1881 | 1886 | 1891 | 1896 |
| ---- | ---- | ---- | ---- | ---- | ---- | ---- | ---- | ---- |
| 299  | 308  | 311  | 271  | 279  | 315  | 301  | 269  | 262  |

| 1901 | 1906 | 1911 | 1921 | 1926 | 1931 | 1936 | 1946 | 1954 |
| ---- | ---- | ---- | ---- | ---- | ---- | ---- | ---- | ---- |
| 242  | 248  | 263  | 235  | 235  | 248  | 236  | 328  | 338  |

| 1962 | 1968 | 1975 | 1982 | 1990 | 1999 | 2006 | 2008 | 2013 |
| ---- | ---- | ---- | ---- | ---- | ---- | ---- | ---- | ---- |
| 336  | 256  | 272  | 260  | 269  | 308  | 329  | 335  | 349  |

| 2018 | 2022 | - | - | - | - | - | - | - |
| ---- | ---- | - | - | - | - | - | - | - |
| 365  | 366  | - | - | - | - | - | - | - |

| selon la population municipale des années : | 1968 | 1975 | 1982 | 1990 | 1999 | 2006 | 2009 | 2013 |
| Rang de la commune dans le département      | 116  | 115  | 125  | 125  | 122  | 122  | 122  | 122  |
| Nombre de communes du département           | 232  | 217  | 220  | 225  | 226  | 226  | 226  | 226  |

### Enseignement

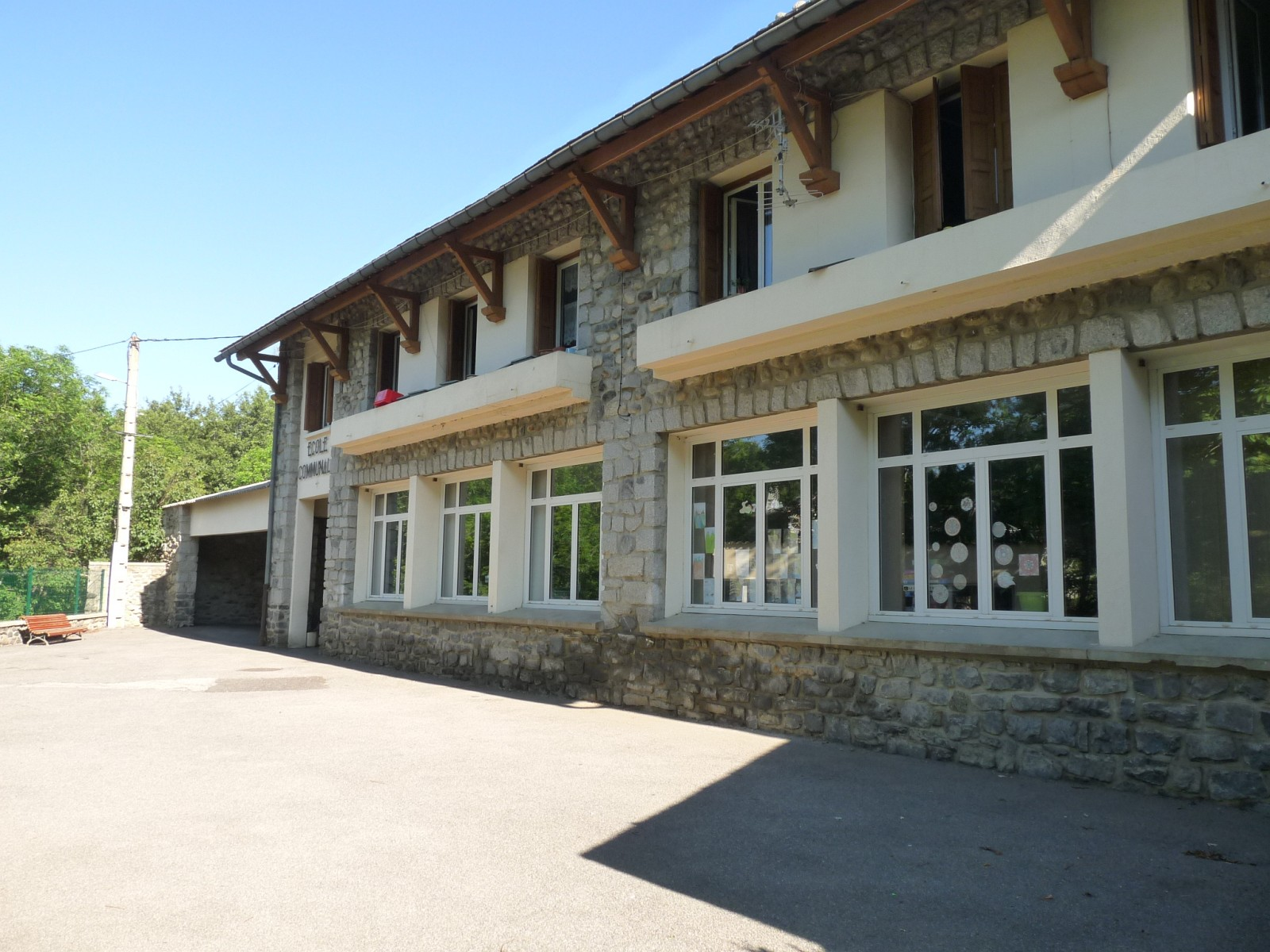
L'école communale

L'école élémentaire publique est située au bourg face à l'église. En 2012, elle accueille les enfants du CP au CM2 dans une classe unique.
Le secteur du collège est Bourg-Madame.

### Manifestations culturelles et festivités
- Fête patronale : 20 janvier[48] ;
- Fête communale : 15 mai[48].

Depuis 2001, Ur accueille la Foire internationale du cheval. Elle a lieu fin octobre au centre équestre.

## Économie

### Revenus
En 2018, la commune compte 149 ménages fiscaux, regroupant 312 personnes. La médiane du revenu disponible par unité de consommation est de 20 480 € (19 350 € dans le département).

### Emploi
|                | 2008   | 2013   | 2018   |
| -------------- | ------ | ------ | ------ |
| Commune        | 2,1 %  | 9,5 %  | 7,7 %  |
| Département    | 10,3 % | 12,9 % | 13,3 % |
| France entière | 8,3 %  | 10 %   | 10 %   |

En 2018, la population âgée de 15 à 64 ans s'élève à 220 personnes, parmi lesquelles on compte 80,5 % d'actifs (72,7 % ayant un emploi et 7,7 % de chômeurs) et 19,5 % d'inactifs,. Depuis 2008, le taux de chômage communal (au sens du recensement) des 15-64 ans est inférieur à celui de la France et du département.
La commune est hors attraction des villes,. Elle compte 91 emplois en 2018, contre 70 en 2013 et 85 en 2008. Le nombre d'actifs ayant un emploi résidant dans la commune est de 160, soit un indicateur de concentration d'emploi de 56,9 % et un taux d'activité parmi les 15 ans ou plus de 56,9 %.
Sur ces 160 actifs de 15 ans ou plus ayant un emploi, 21 travaillent dans la commune, soit 13 % des habitants. Pour se rendre au travail, 88,1 % des habitants utilisent un véhicule personnel ou de fonction à quatre roues, 2,5 % les transports en commun, 5,1 % s'y rendent en deux-roues, à vélo ou à pied et 4,4 % n'ont pas besoin de transport (travail au domicile).

### Activités hors agriculture

#### Secteurs d'activités
37 établissements sont implantés à Ur au 31 décembre 2019. Le tableau ci-dessous en détaille le nombre par secteur d'activité et compare les ratios avec ceux du département,.
| Secteur d'activité                                                                                        | Commune | Commune | Département |
| Secteur d'activité                                                                                        | Nombre  | %       | %           |
| --- | ------- | ------- | ----------- |
| Ensemble                                                                                                  | 37      |         |             |
| Industrie manufacturière, industries extractives et autres                                                | 8       | 21,6 %  | (8,7 %)     |
| Construction                                                                                              | 4       | 10,8 %  | (14,3 %)    |
| Commerce de gros et de détail, transports, hébergement et restauration                                    | 10      | 27 %    | (30,5 %)    |
| Activités immobilières                                                                                    | 5       | 13,5 %  | (6,2 %)     |
| Activités spécialisées, scientifiques et techniques et activités de services administratifs et de soutien | 3       | 8,1 %   | (13 %)      |
| Administration publique, enseignement, santé humaine et action sociale                                    | 4       | 10,8 %  | (13,9 %)    |
| Autres activités de services                                                                              | 3       | 8,1 %   | (8,5 %)     |

Le secteur du commerce de gros et de détail, des transports, de l'hébergement et de la restauration est prépondérant sur la commune puisqu'il représente 27 % du nombre total d'établissements de la commune (10 sur les 37 entreprises implantées à Ur), contre 30,5 % au niveau départemental.

#### Entreprises et commerces

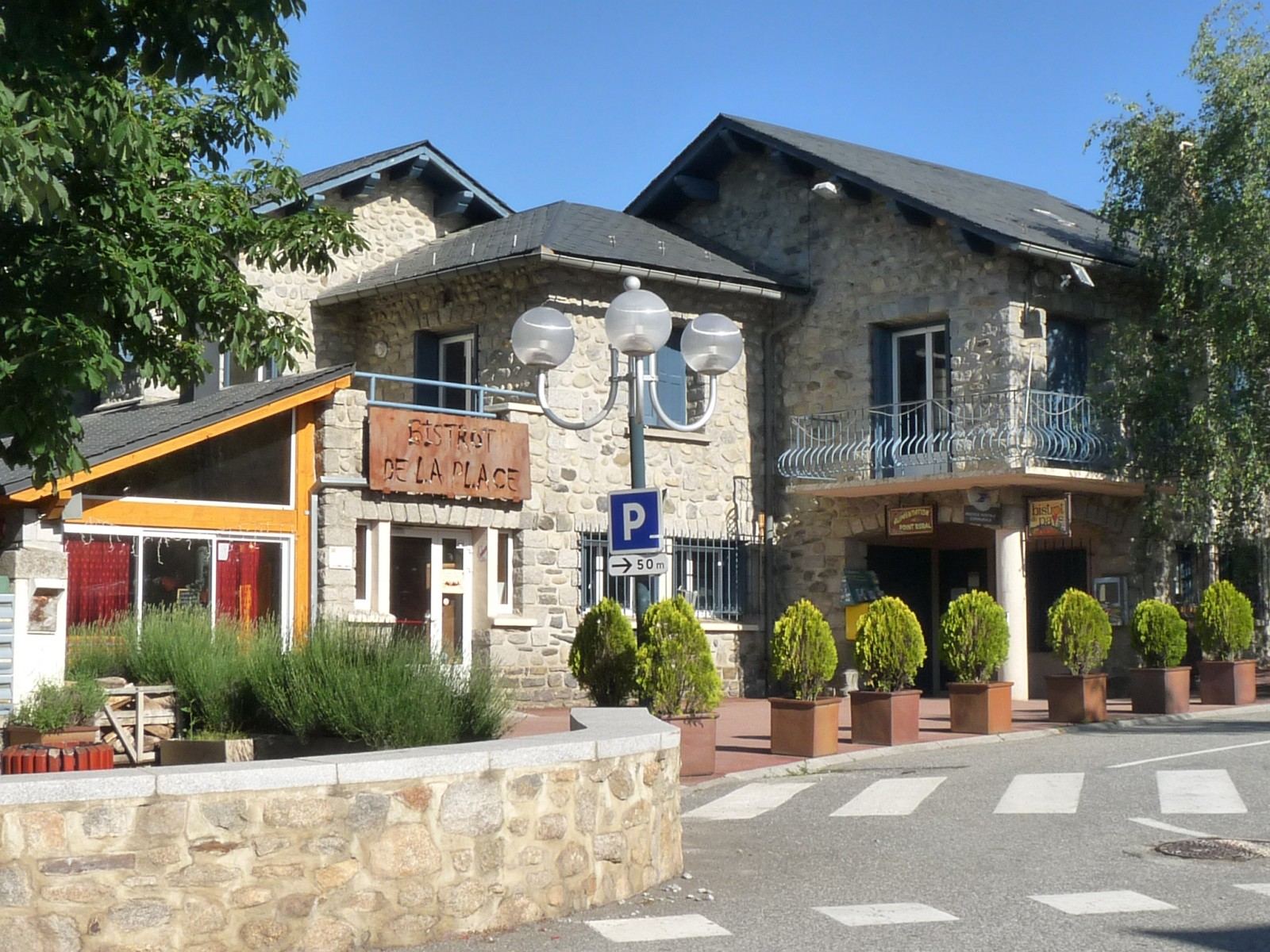
Commerces de la place de l'église

### Agriculture
|               | 1988 | 2000 | 2010 | 2020 |
| ------------- | ---- | ---- | ---- | ---- |
| Exploitations | 3    | 5    | 4    | 5    |
| SAU (ha)      | 141  | 360  | 307  | 423  |

La commune est dans la Cerdagne, une petite région agricole située à l'extrême ouest du département des Pyrénées-Orientales. En 2020, l'orientation technico-économique de l'agriculture  sur la commune est l'élevage de bovins, pour la viande. Cinq exploitations agricoles ayant leur siège dans la commune sont dénombrées lors du recensement agricole de 2020 (trois en 1988). La superficie agricole utilisée est de 423 ha,,.

## Culture locale et patrimoine

### Monuments et lieux touristiques
- L'église paroissiale Saint-Martin ( Classé MH (1934))[53]. Plusieurs objets sont référencés dans la base Palissy (voir les notices liées)[53].
- Une croix en fer forgé du XVIe siècle ( Classé MH (1936)), située au cimetière du village ;
- Le Castell, manoir avec échauguette; château de la famille de Codol.

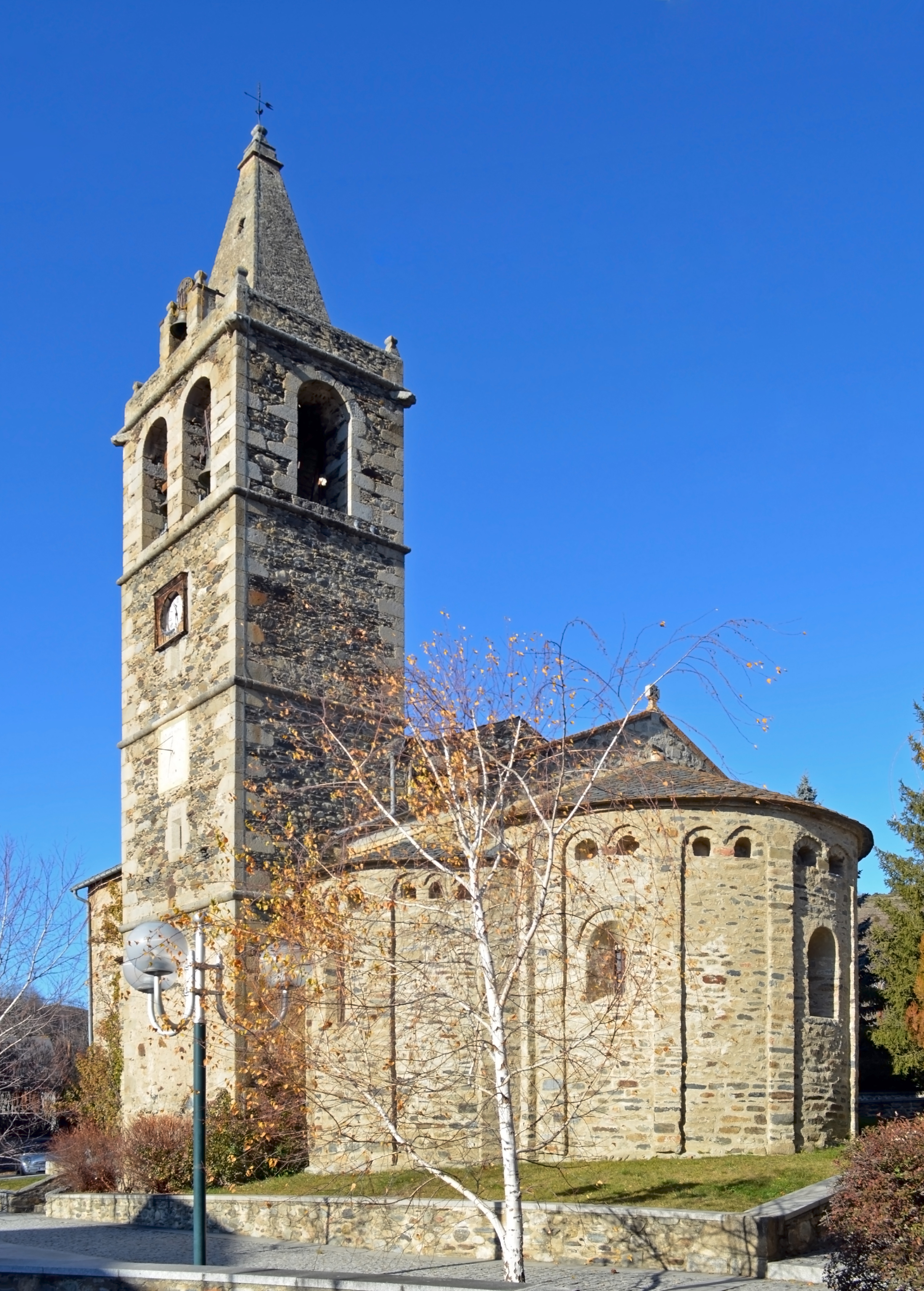
L'église Saint-Martin.
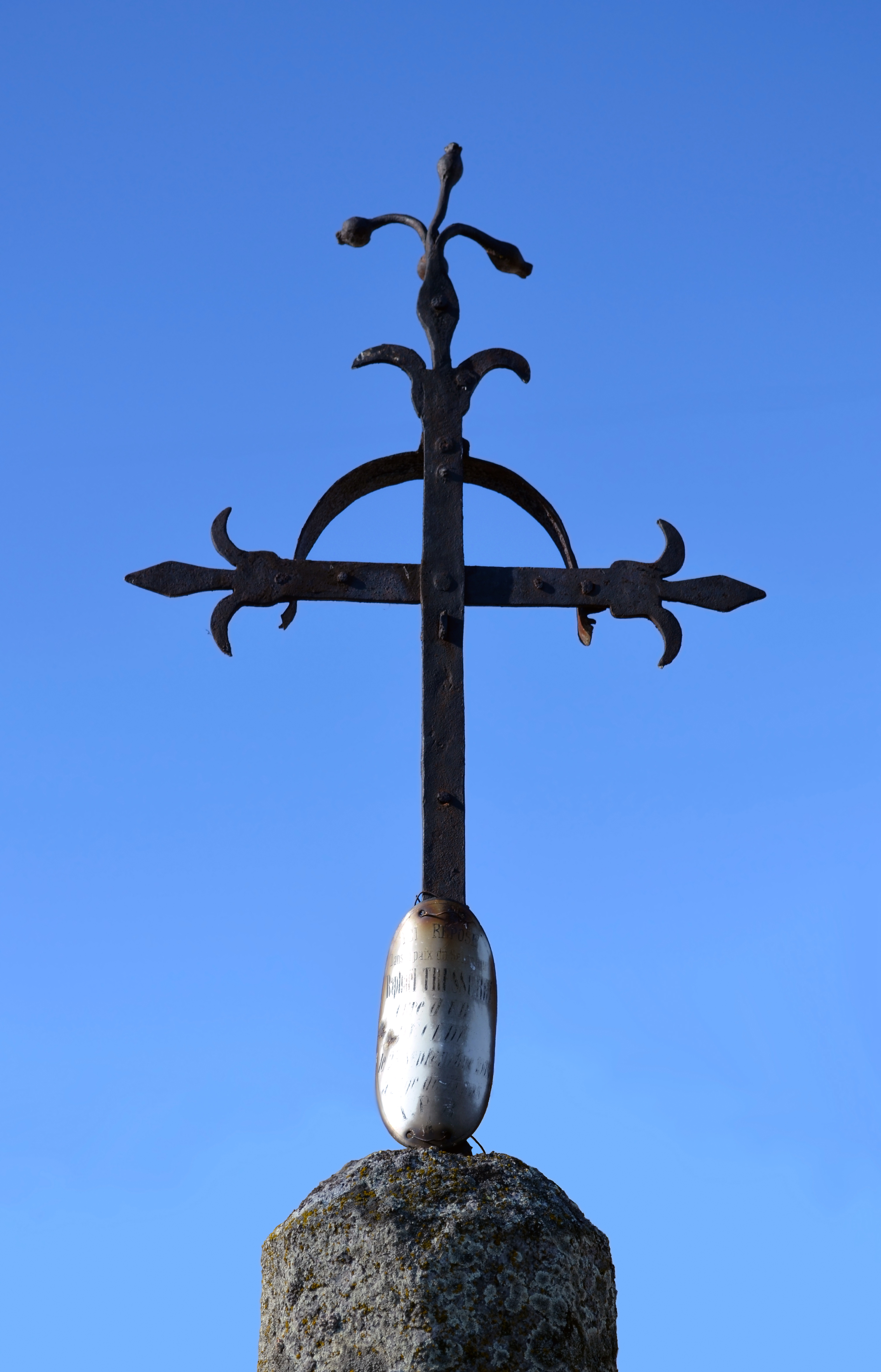
La croix en fer forgé.
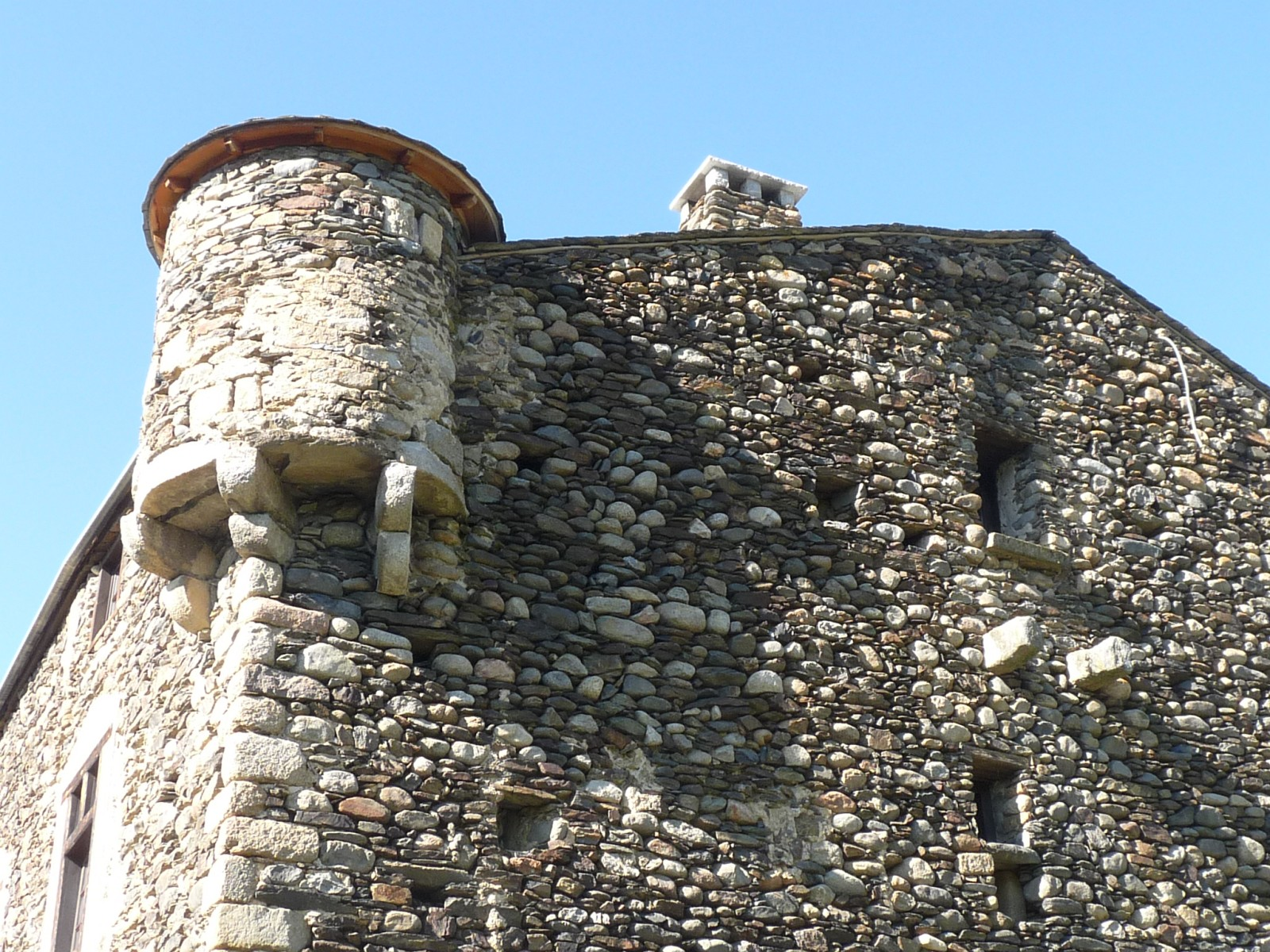
Le Château.

### Héraldique
| Blason de Ur | Blason  | De gueules aux cinq cailloux d’argent ordonnées en sautoir. |
| Blason de Ur | Détails | Le statut officiel du blason reste à déterminer.            |